# Каберне-фран
Каберне́-фран (Cabernet Franc) — технический (винный) сорт винограда, используемый для производства кларетов Бордо и иных красных вин. От него происходят такие знаменитые сорта, как каберне-совиньон, мерло и карменер (образующие группу сортов Кармене).

## История и синонимы
По данным ампелографа Ги Лавиньяка, виноград каберне (ныне известный как каберне-фран) имеет испанское происхождение, а в средневековую Аквитанию был завезён паломниками, ездившими поклониться мощам Святого Иакова в галисийский город Сантьяго.  Старинное происхождение каберне подтверждается тем, что лозы данного сорта и его потомков обнаруживаются на почти всех виноградниках французского Юго-Запада, причём имеют высокий генетический разброс.
Генетически подтверждена идентичность с сортами Цапурнако (Tsapournako, Греция) и Вердехилья Тинто (Verdejilla Tinto, Арагон, Испания). Другие синонимы: Гро Каберне, Гро Видюр, Кармене, Бретон.

## Описание сорта
Кусты сильнорослые. Листья крупные, округлые, среднерассечённые, пятилопастные, иногда трёхлопастные. Черешковая выемка закрытая. Цветок обоеполый. Грозди средние, цилиндрические или конические, среднеплотные, иногда рыхлые. Ягоды среднего размера, круглые, тёмные с обильным дымчатым восковым налетом. Кожица плотная, толстая.

## Распространение
Во Франции этот сорт широко культивируется в долине Луары и в Бордо. Наряду с каберне-совиньон и мерло является основой классического купажа кларетов Медока. Также широко используется для создания розовых вин, как моносортовых, так и ассамбляжных.
На северо-востоке Италии возделывается с XIX века в областях Венеция и Фриули-Венеция-Джулия. Сорт широко распространён в странах Восточной Европы: Румынии, Болгарии, Венгрии, Молдове.